# Balzac (película)
Balzac  es un telefilme biográfico de drama y romance de 1999, dirigido por Josée Dayan, escrito por Didier Decoin, musicalizado por Bruno Coulais, en la fotografía estuvo Willy Stassen y los protagonistas son Gérard Depardieu, Jeanne Moreau y Fanny Ardant, entre otros. Este largometraje fue realizado por TF1, GMT Productions y Taurus Film; se estrenó el 13 de septiembre de 1999.

## Sinopsis
Se da a conocer la vida del escritor francés Honoré de Balzac, focalizando, principalmente, la relación que tenía con las mujeres.